# ویندوز ۱۱
ویندوز ۱۱ (به انگلیسی: Windows 11) یازدهمین نسخه از سیستم‌عامل ویندوز مایکروسافت است که توسط این شرکت توسعه یافته‌ است. این نسخه در ۲۴ ژوئن ۲۰۲۱ به صورترسمی رونمایی شد.

## توسعه
پس از انتشار ویندوز ۱۰ در سال ۲۰۱۵، مایکروسافت رسماً اعلام کرد که این نسخهٔ ویندوز «آخرین نسخهٔ ویندوز» خواهد بود. در ۱۵ ژوئن ۲۰۲۱ خبرهایی مبنی بر احتمال طراحی شدن ویندوز ۱۱، نشر شد. در ۲۸ ژوئن ۲۰۲۱ ویندوز ۱۱ به‌طور رسمی رونمایی شد.
ویندوز ۱۱ اکنون درحال جایگزین شدن برای سیستم عامل ویندوز ۱۰ است. این امر به‌صورت تدریجی درحال انجام شدن است که گزارش‌های مایکروسافت نشان می‌دهد سهم استفاده از ویندوز ۱۰ برای اولین بار در سال های گذشته به زیر ۷۰ درصد رسیده است. درحال حاضر ویندوز ۱۱ با داشتن سهم ۱۶.۹۷ درصد، سومين سیستم عامل محبوب خانواده مایکروسافت ویندوز است.

## الزامات سخت‌افزاری
نیازمندی‌های سیستم برای نصب ویندوز ۱۱ تقریباً مشابه ویندوز ۱۰ است. با این حال، ویندوز ۱۱ فقط از سیستم‌های ۶۴ بیتی پشتیبانی می‌کند؛ پشتیبانی از پردازنده‌های ۳۲ بیتی در این نسخه از سیستم عامل حذف شده‌است. حداقل حافظه رم و الزامات ذخیره‌سازی نیز افزایش یافته‌است؛ ویندوز ۱۱ در حال حاضر نیازمند حداقل ۴ گیگابایت رم و ۶۴ گیگابایت حافظه است.

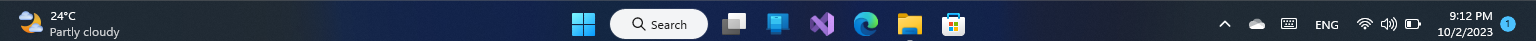
عکس Taskbar (نوار وظیفه) ویندوز ۱۱

| مولفه                                              | کمینه                                                                                                |
| -------------------------------------------------- | --- |
| پردازنده                                           | یک پردازنده (نسل ۸ به بالا) ۶۴ بیتی سازگار (x86-64 یا ARM64) با حداقل سرعت ۱ گیگاهرتز و حداقل ۲ هسته |
| رم                                                 | حداقل ۴ گیگابایت                                                                                     |
| فضای ذخیره‌سازی                                     | حداقل ۶۴ گیگابایت                                                                                    |
| سیستم عامل سیستم                                   | UFA                                                                                                  |
| امنیت                                              | |
| ماژول بسترهای نرم‌افزاری قابل اعتماد (TPM) نسخه ۲٫۰ | |
| کارت گرافیک                                        | سازگار با DirectX 12 یا بالاتر با درایور WDDM 2.0                                                    |
| نمایشگر                                            | صفحه نمایش با وضوح (720p)                                                                            |
| اتصال به اینترنت و حساب‌های مایکروسافت              | برای نصب برای اولین بار، اتصال به اینترنت و حساب مایکروسافت الزامی است.                              |

| ۱۰٫۰٫۲۲۰۰۰٫۳۷۶ | انتشار: ۱۴ دسامبر ۲۰۲۱  | بهبود بخش‌های امنیت و عملکرد کلی سیستم‌عامل ویندوز ۱۱ (اطلاعات بیشتر)\|-                                                       | ۱۰٫۰٫۲۲۰۰۰٫۳۴۸ | انتشار: ۲۲ نوامبر ۲۰۲۱ | بهبود و رفع مشکلات و اضافه شدن ایموجی‌های جدید به ویندوز ۱۱ (اطلاعات بیشتر) |
| ۱۰٫۰٫۲۲۰۰۰٫۳۱۸ | انتشار: ۹ نوامبر ۲۰۲۱   | برورسانی امنیتی سیستم عامل ویندوز (اطلاعات بیشتر)                                                                            |                |                        |                                                                            |
| ۱۰٫۰٫۲۲۰۰۰٫۲۸۲ | انتشار: ۲۱ اکتبر ۲۰۲۱   | (در این بروزرسانی، مشکل کاهش عملکرد ویندوز ۱۱ روی پردازندههای AMD رفع شده‌است)                                                |                |                        |                                                                            |
| ۱۰٫۰٫۲۲۰۰۰٫۲۵۸ | انتشار: ۱۲ اکتبر ۲۰۲۱   | اولین نسخه بروزرسانی ویندوز ۱۱ (برخی از مشکلات و باگ‌ها رفع شده‌است)                                                           |                |                        |                                                                            |
| ۱۰٫۰٫۲۲۰۰۰٫۱۹۴ | انتشار: ۵ اکتبر ۲۰۲۱    | انتشار رسمی اولین نسخه نهایی از ویندوز ۱۱ (خارج از کانال بتا)                                                                |                |                        |                                                                            |
| ۱۰٫۰٫۲۲۰۰۰٫۱۹۴ | انتشار: ۱۶ سپتامبر ۲۰۲۱ | این نسخه، دهمین نسخه منتشر شده از ویندوز ۱۱ (کانال بتا) است. (برخی از مشکلات و باگ‌ها رفع شده‌است و برخی امکانات اضافه شده‌است) |                |                        |                                                                            |
| ۱۰٫۰٫۲۲۰۰۰٫۱۸۴ | انتشار: ۹ سپتامبر ۲۰۲۱  | این نسخه، نهمین نسخه منتشر شده از ویندوز ۱۱ (کانال بتا) است. (برخی از مشکلات و باگ‌ها رفع شده‌است)                             |                |                        |                                                                            |
| ۱۰٫۰٫۲۲۰۰۰٫۱۷۶ | انتشار: ۲ سپتامبر ۲۰۲۱  | این نسخه، هشتیمن نسخه منتشر شده از ویندوز ۱۱ (ورود به کانال بتا) است. (برخی از مشکلات و باگ‌ها رفع شده‌است)                    |                |                        |                                                                            |
| ۱۰٫۰٫۲۲۰۰۰٫۱۶۸ | انتشار: ۲۷ اوت ۲۰۲۱     | این نسخه، هفتمین نسخه منتشر شده از ویندوز ۱۱ است. (برخی از مشکلات و باگ‌ها رفع شده‌است)                                        |                |                        |                                                                            |
| ۱۰٫۰٫۲۲۰۰۰٫۱۶۰ | انتشار: ۱۹ اوت ۲۰۲۱     | این نسخه، ششمین نسخه منتشر شده از ویندوز ۱۱ است. (برخی از مشکلات و باگ‌ها رفع شده‌است)                                         |                |                        |                                                                            |
| ۱۰٫۰٫۲۲۰۰۰٫۱۳۲ | انتشار: ۱۲ اوت ۲۰۲۱     | این نسخه، پنجمین نسخه منتشر شده از ویندوز ۱۱ است. (برخی از مشکلات و باگ‌ها رفع شده‌است)                                        |                |                        |                                                                            |
| ۱۰٫۰٫۲۲۰۰۰٫۱۲۰ | انتشار: ۵ اوت ۲۰۲۱      | این نسخه، چهارمین نسخه منتشر شده از ویندوز ۱۱ است. (برخی از مشکلات و باگ‌ها رفع شده‌است)                                       |                |                        |                                                                            |
| ۱۰٫۰٫۲۲۰۰۰٫۱۰۰ | انتشار: ۲۲ ژوئیه ۲۰۲۱   | این نسخه، چهارمین نسخه منتشر شده از ویندوز ۱۱ است. (برخی از مشکلات و باگ‌ها رفع شده‌است)                                       |                |                        |                                                                            |
| ۱۰٫۰٫۲۲۰۰۰٫۷۱  | انتشار: ۱۵ ژوئیه ۲۰۲۱   | این نسخه، سومین نسخه منتشر شده از ویندوز ۱۱ است. (برخی از مشکلات و باگ‌ها رفع شده‌است)                                         |                |                        |                                                                            |
| ۱۰٫۰٫۲۲۰۰۰٫۶۵  | انتشار: ۸ ژوئیه ۲۰۲۱    | این نسخه، دومین نسخه منتشر شده از ویندوز ۱۱ است. (برخی از مشکلات و باگ‌ها رفع شده‌است)                                         |                |                        |                                                                            |
| ۱۰٫۰٫۲۲۰۰۰٫۵۱  | انتشار: ۲۸ ژوئن ۲۰۲۱    | این نسخه، اولین نسخه منتشر شده از ویندوز ۱۱ است.                                                                             |                |                        |                                                                            |

## امکانات

### رابط کاربری و طراحی
ویندوز ۱۱ دارای رابط کاربر گرافیکی (GUI) به‌روزشده‌ای است که از دستورالعمل‌های طراحی روان مایکروسافت پیروی می‌کند. شفافیت، سایه‌ها و گوشه‌های گرد در کل سامانه رایج است. منوی شروع جدیدی برای این سیستم طراحی شده‌است که کاشی‌های سمت راست را از بین می‌برد. کاشی‌های زنده (Live Tiles) یک از بخش‌های موردعلاقه طرفداران ویندوز ۱۰ است، اما حالا در ویندوز ۱۱ امکان ویرایش ریجستری ویندوز برای غیرفعال کردن منوی استارت جدید و بازگرداندن مونوی استارت قدیمی وجود ندارد و همین موضوع باعث ناامیدی بسیاری از کاربران ویندوز ۱۱ شده‌است. نوار وظیفه نیز به صورت پیش فرض ساده و متمرکز است. از دیگر تغییرات سیستم می‌توان به آیکان‌ها، انیمیشن‌ها، صداها و ابزارکهای جدید سیستم اشاره کرد. بسیاری از رابط و منوی شروع با الهام از بخش‌های زیادی از ویندوز ۱۰X است که به دلیل همه‌گیری کروناویروس توسعه آن متوقف شده بود. اسنپ لایوتز (به انگلیسی: Snap layouts) یکی دیگر از مشخصه‌های این نسخه است. در این حالت می‌توان چند پنجره را در صفحه در کنار هم به شکل ستونی یا حالت‌های دیگر باز کرد. البته این ویژگی در ویندوز ۱۰ نیز موجود بوده‌است ولی در ویندوز ۱۱ تنها رابط کاربری جدیدی برای این ویژگی در نظر گرفته شده‌است. این ویژگی به کاربر اجازه می‌دهد تا طرح‌بندی مورد علاقه خود را برای پنجره‌های متعددی که به آن نیاز دارد بر روی صفحه نمایش اعمال نماید. ویژگی دیگر اسنپ گروپز (به انگلیسی: Snap Groups) نام دارد که به کمک آن می‌توان به راحتی به پنجره‌های قبلی که بسته شده بازگشت.

### ابزارک‌ها
ویندوز ۱۱ شامل یک صفحه ویجت است که با کلیک کردن روی دکمه ابزارک‌ها در نوار وظیفه قابل دسترسی است. ویجت‌ها اخبار، ورزش، آب و هوا و امور مالی MSN را نمایش می‌دهد. در ویندوز ۱۱، ویجت‌ها قابل کشیدن یا تنظیم مجدد نیستند و دسترسی به پانل ویجت‌ها نیاز به ورود به سیستم با یک حساب مایکروسافت دارد.

### اپ استور جدید
یکی دیگر از تغییرات مهم ویندوز ۱۱ مربوط به اپ‌استور جدیدش می‌شود. در این سیستم عامل مایکروسافت استور بازطراحی شده و از تعداد بالایی اپلیکیشن میزبانی می‌کند که شامل اپ‌های اندرویدی مانند تیک تاک و اینستاگرام هم می‌شود.

### منوی استارت
منوی استارت به‌طور قابل‌توجهی در ویندوز ۱۱ مجدداً طراحی شده‌است. منوی استارت به یک نمای شیشه‌ای مانند و شفاف شباهت دارد و به وسط تسک بار منتقل شده‌است.

#### اجرای اپ‌های اندرویدی
اندروید سیستم عاملی است که بر مبنای هسته لینوکس نوشته شده‌است و مایکروسافت توانسته بود نصب مستقیم برنامه‌های لینوکس را با کمک فناوری خود به نام Hyper-v را میسر کند و هم‌اکنون با ساخت یک پوسته بر روی این فناوری توانسته‌است که اپ‌های اندرویدی را بر روی ویندوز بیاورد هم‌اکنون کاربران می‌توانند با کمک اپلیکیشن windows subsystem for android یا به اختصار wsa که در مایکروسافت استور منتشر شده‌است اپ‌های اندرویدی را به صورت ساید لود به کمک اندروید دولوپر کیت یا از اپ استور آمازون نصب کنند. این ویژگی فعلاً در حالت بتا و فقط برای کاربران آمریکا منتشر شده‌است ولی با روش‌های نسبتاً ساده ای می‌توان این محدودیت را دور زد. این اپلیکیشن هم‌اکنون فقط توانایی اجرای اپ‌های دو بعدی و تعداد محدودی از اپ‌های سه بعدی را دارد و اپ‌های مبتنی بر گرافیک والکان و اپ‌های مبتنی بر opengl 3.1e را نمی‌تواند اجرا کند ولی گوگل و مایکروسافت اعلام کرده‌اند که در سه‌ماهه دوم سال ۲۰۲۲ میلادی می‌توان تمام اپلیکیشن‌های اندرویدی را بر روی ویندوز نصب و اجرا کرد.
این قابلیت حداقل سیستم بالاتری نسبت به ویندوز ۱۱ نیاز دارد از آنجایی که با همکاری اینتل و تکنولوژی اینتل بریدج نوشته شده با پردازنده‌های اینتل سریع تر و روان تر کار می‌کند.
| مولفه            | کمینه                                             | پیشنهادی                                        |
| ---------------- | ------------------------------------------------- | ----------------------------------------------- |
| پردازنده         | پردازنده ۶۴ بیت ۳ گیگاهرتز                        | پردازنده اینتل ۶۴ بیت ۳٫۲ گیگاهرتز              |
| رم               | ۸ گیگابایت                                        | ۱۶ گیگابایت                                     |
| پردازشگر گرافیکی | پشتیبانی از Direct x 12 ۰٫۱ ترافلاپس قدرت گرافیکی | پشتیبانی از Direct x 12 ۱ ترافلاپس قدرت گرافیکی |
| نمایشگر          | ۷۲۰×۱۲۸۰                                          | ۹۰۰×۱۶۰۰                                        |
| نوع حافظه        | ssd (بر روی هارد دیسک اجرا نمی‌شود)                | nvme (نوعی ssd فوق‌العاده سریع)                  |
| مقدار حافظه آزاد | ۴ گیگابایت                                        | ۱۶ گیگابایت                                     |
| سیستم عامل       | ویندوز ۱۱                                         | ویندوز ۱۱                                       |

### مایکروسافت تیمز
نسخه اصلاح شده و بدون باگ با امکانات بیشتر اپلیکیشن اسکایپ یکپارچه شده با تسکبار و ویندوز ۱۱ که جایگزین اسکایپ شده‌است.

### voice access
دستیار صوتی یکپارچه به همراه اصلاحاتی است که برای افراد ناتوان حرکتی نوشته شده‌است.

## ویژگی‌های حذف‌شده
در ویندوز ۱۱، بخشی از امکاناتی که در ویندوز ۱۰ بودند حذف، و با امکانات جدید جایگزین شده‌است.

### پوسته ویندوز
- کورتانا جستجوگر معرفی شده در ویندوز ۱۰؛ در خارج از کادر نصب نخواهد شد.
- بخش اخبار حذف خواهد شد و توسط ویجت جایگزین خواهد شد.
- وضعیت سریع از صفحه قفل و تنظیمات دیگر حذف خواهد شد.
- ویژگی زمان در صفحه دسک تاپ (Desktop)حذف خواهد شد.
- صفحه‌کلید لمسی دیگر در صفحات بزرگ‌تر از ۱۸ اینچی موجود نخواهد بود.
- کاربران دیگر قادر به همگام‌سازی کاغذدیواری (Wallpaper) رومیزی با حساب مایکروسافت نیستند.
- بخش کیف پول حذف خواهد شد.[۳۲][۳۳][۳۴][۳۲][۳۵]

### منوی استارت
- بخشی از قابلیت‌های منوی استارت برداشته خواهد شد و با سایر مشخصه‌ها جایگزین خواهد شد.
- هنگام ارتقای ویندوز از ویندوز ۱۰ به ۱۱ برنامه‌ها و سایت‌های ثابت شده به نرم‌افزار جدید منتقل نخواهند شد.[۳۲][۳۶][۳۲][۳۲][۳۷]

### نوار وظیفه سیستم‌عامل
- از نوار وظیفه سیستم‌عامل دکمه ople حذف خواهد شد.

### نرم‌افزارها
- نمایشگر ۳ بعدی، مایکروسافت وان‌نوت به صورت پیش‌فرض (default) نصب نخواهد شد.[۳۲][۳۸]
- اسکایپ پیام رسان تصویری مایکروسافت، به‌طور پیش‌فرض برای ویندوز۱۱ نصب نخواهد شد.
- اینترنت اکسپلورر از کار انداخته شده و با "حالت ie" در مرورگر اِج جایگزین شده‌است.
- ابزار برش با طرح اسنیپ[۳۹] جایگزین شده‌است.[۴۰][۴۱]
- بخش‌های زیادی از کنترل پنل حذف و به اپلیکیشن settings منتقل شده‌است.

## چگونگی ارتقاء به ویندوز ۱۱
هم‌اکنون که نسخه پایدار این سیستم عامل منتشر شده راه‌های زیادی برای رسیدن به ویندوز ۱۱ وجود دارد. تنها نکته‌ای که قبل از انجام این کار وجود دارد این است که مطمئن شوید پردازندهتان ۶۴ بیتی است و حداقل سخت‌افزار مورد نیاز را دارید. به‌طور کلی همه رایانه‌های شخصیای که مبتنی بر ویندوز ۱۰ ساخته شده‌اند توانایی این کار را دارند. مایکروسافت ابزاری به نام PC Health Check دارد که وضعیت سازگاری سخت‌افزار را پیش از نصب بررسی کند.
پیش‌بینی می‌شود نسخه لایت برای سیستم‌های ضعیف‌تر ساخته شود؛ چون نسبت به نسخه‌های قبل حداقل سیستم مورد نیاز ویندوز به طرز قابل توجهی بالاتر رفته؛ مثلاً ویندوزهای دارای رابط کاربر گرافیکی قبل از این (۷، ۸، ۸٫۱ و ۱۰) حدوداً پنج گیگابایت حجم داشتند، درحالی که نسل یازدهم ویندوز به ۶۴ گیگ حجم در حافظه داخلی نیاز دارد و حدود نه گیگ جا می‌گیرد!
چهار راه برای رسیدن به این ویندوز وجود دارد:
- بخش Windows Update در تنظیمات ویندوز ۱۰
- دستیار نصب
- به شکل دستی با فایل ISO
- Media Creation Tool
- بوت از روی فلش یا سی دی

### به روزرسانی ویندوز[۴۲]
این راه انتخاب خیلی از کاربران و ساده‌ترین راه محسوب می‌شود؛ اگر چه باید برای استفاده از این راه سیستم عامل رایانه باید ویندوز ۱۰ باشد.
در ضمن ممکن است هنوز برای برخی از دستگاه‌های قدیمی‌تر این امکان قابل استفاده نباشد و به این معناست که ویندوز ۱۱ برای این دستگاه‌ها هنوز سازگار نیست و صاحبان‌شان باید بیش‌تر صبر کنند.

### دستیار نصب ویندوز ۱۱[۴۳]
روش پیش‌نهادی مایکروسافت که فقط کسانی که ویندوز ۱۰ سال ۲۰۰۴ به بالا دارند می‌توانند از آن استفاده کنند و باید برای این کار حتماً لایسنس‌شان تأیید شده باشد.
اول باید این ابزار را از تارنمای مایکروسافت بارگیری و اجرا کنید و اگر روی حالت مدیر(Administrator) قرار دارید حتماً اجازه دسترسی را به این برنامه بدهید.
وضعیت سازگاری سخت‌افزار بررسی خواهد شد و اگر جوابش مثبت بود، می‌توانید مراحل بارگیری و نصب را انجام دهید.

### به شکل دستی با فایل ISO
روشی قدیمی‌تر از روش‌های دیگر که در گذشته برای تعویض ویندوز استفاده می‌شده و افراد زیادی با آن آشنایی دارند.
حتی سیستم‌هایی که با ویندوز ۱۱ ناسازگارند هم می‌توانند از این روش استفاده کنند که باید از ISOهای غیررسمی و آنلاک استفاده کنند. مسلماً این کار خطر زیادی دارد و مایکروسافت این را توصیه نمی‌کند.
با این فایل می‌توان یک حافظه فلش یا دیسک قابل بوت ساخت.
فایل ISO ویندوز ۱۱ در تارنمای مایکروسافت و در منابع غیررسمی دیگر وجود دارد.
پس از بارگیری فایل ISO باید آن را به یک حافظه جانبی مانند فلش یا لوح فشرده منتقل کنید که به نرم‌افزار خاصی نیاز دارد. با این کار یک درایو قابل بوت ساخته می‌شود که ISO درون آن قرار دارد. نکته این است که با این کار تمام اطلاعات قبلی حافظه جانبی پاک می‌شود.
هنگامی که قابلیت بوت شدن برای حافظه جانبی فراهم شد (که این خودش اقدامات دیگری لازم دارد) باید راه اندازی مجدد کنید و وارد حالت بایوس شوید که معمولاً در زمان خاصی باید کلید F2 یا F8 را فشار دهید. سپس به بخش بوت بروید و حافظه خارجی متصل را به عنوان اولین گزینه بوت انتخاب کنید، تغییرات را ذخیره کنید، دوباره راه اندازی مجدد کنید و مراحل نصب را دنبال کنید.

### ابزار ایجاد رسانه[۴۴]
روشی مانند ISO؛ ولی با رابطی کارپسند تر که کاربران بیش‌تری را جذب خود می‌کند.
ابتدا از تارنمای مایکروسافت ابزار Create Windows 11 Installation Media را نصب و اجرا کنید. می‌توانید یا از فلش یا از فایل ISO استفاده کنید که استفاده از فلش راحت‌تر است. در مرحله بعد باید فلش متصل را انتخاب کنید و پس از این، بارگیری ویندوز ۱۱ آغاز می‌شود. پس از پایان، فلش به ESD-USB تغییر پیدا می‌کند. دوباره حافظه متصل را انتخاب و setup.exe را اجرا کنید. خواهید دید که ویندوز ۱۱ در حال نصب شدن است.